# Пренко, Анастасия Анатольевна
Анастаси́я Анато́льевна Пренко (туркм. Anastasiýa Anatolýewna Prenko; род. 12 марта 1993, Ашхабад, Туркменистан) — туркменская теннисистка, единственная действующая представительница своей страны в рейтинге WTA.

## Общая информация
Анастасия Пренко родилась в Ашхабаде.
Ныне обучается в Международном туркмено-турецком университете.

## Спортивная карьера
Анастасия с 13 лет удерживает титул первой туркменской ракетки среди женщин. Первая теннисистка в истории туркменского спорта, вошедшая в мировой женский рейтинг WTA.
В ноябре 2010 года выступала за Туркменистан на XVI летних Азиатских играх.

## Рейтинг на конец года
| Год  | Одиночный рейтинг | Парный рейтинг |
| 2012 |                   | 984            |
| 2011 | 1170              | 532            |
| 2010 | 765               | 950            |
| 2009 | 638               | 863            |

## Выступления на турнирах

### Выступления в парном разряде

#### Финалы турнировITFв парном разряде (4)

##### Победы (1)
| Легенда:         |
| ---------------- |
| 100.000 USD (0)  |
| 75.000 USD (0)   |
| 50.000 USD (0)   |
| 25.000 USD (0)   |
| 10.000 USD (0+1) |

| Титулы по покрытиям | Титулы по месту проведения матчей турнира |
| ------------------- | ----------------------------------------- |
| Хард (0+1)          | Зал (0+1)                                 |
| Грунт (0)           | Зал (0+1)                                 |
| Трава (0)           | Открытый воздух (0)                       |
| Ковёр (0)           | Открытый воздух (0)                       |

| №  | Дата          | Турнир            | Покрытие | Партнёрша       | Соперницы в финале                     | Счёт    |
| 1. | 2 апреля 2011 | Астана, Казахстан | Хард(i)  | Екатерина Яшина | Надежда Горбачкова Екатерина Пушкарёва | 6-4 7-5 |

##### Поражения (3)
| №  | Дата             | Турнир              | Покрытие | Партнёрша               | Соперницы в финале                    | Счёт              |
| 1. | 23 апреля 2010   | Алма-Ата, Казахстан | Хард(i)  | Ксения Палкина          | Евгения Пашкова Мария Жаркова         | 6-3 6-7(9) [7-10] |
| 2. | 30 июля 2011     | Фергана, Узбекистан | Хард     | Елизавета Анна Немчинов | Нигина Абдураимова Альбина Хабибулина | 3-6 3-6           |
| 3. | 17 сентября 2011 | Тбилиси, Грузия     | Грунт    | Виктория Емельянова     | София Квацабая Татия Микадзе          | 1-6 3-6           |